# Угольница (Ярославская область)
Угольница — деревня в Погорельском сельском округе Глебовского сельского поселения Рыбинского района Ярославской области .
Деревня расположена к юго-востоку от центра сельского округа, села Погорелка. Здесь, среди в целом лесной местности существует относительно большое поле, на котором расположились небольшие деревни. Угольница крайняя юго-востояная деревня на этом поле. Просёлочная дорога из Погорелки в юго-восточном направлении через Дуброво идёт на деревню Барбино и далее через Угольницу на деревню Терентьевская, которая относится уже к Глебовскому сельскому округу. К северо-востоку от Угольницы стоят деревни Заречье и Лисино .
Деревня Угольница указана на плане Генерального межевания Рыбинского уезда 1792 года. Там же указана деревня Ромина, которая находилась к западу от Угольницы, сейчас там поле в окружении леса.
На 1 января 2007 года в деревне числилось 2 постоянных жителя . Почтовое отделение, расположенное в центре сельского округа, селе Погорелка, обслуживает в деревне Угольница 6 домов .